# 古川氏清
古川 氏清（ふるかわ うじきよ、宝暦8年（1758年） - 文政3年6月11日（1820年7月20日）は、江戸時代中後期の旗本、和算家。通称は吉次郎、吉之助。官位は従五位下、和泉守、山城守。字は珺璋（くんしょう）。不求と号す。子に同じく和算家の古川氏一がいる。
1759年家督を継ぎ、奥右筆などを務め、1811年に従五位下和泉守に叙任された。広敷用人となり文化13年（1816年）8月4日勘定奉行となり、文政3年（1820年）在職中に63歳で没した。墓所は東京都台東区池之端2丁目の東淵寺。法名は、温良院殿前城州刺史譲岳祖恭大居士。
算学は中西流を関川美郷に、久留島流を安井信名に、関流を栗田安之に学んで、至誠賛化流（三和一致流）を創立した。著書に「算籍」「円中三斜矩」等がある。
弟子に久保寺正久、志村昌義らがいる。大名の松平忠和にも算学を教えている。

## 著書
- ｢愛宕額答術解｣（1780年）
- ｢饗応算法｣（1782年）
- ｢古川氏算額論｣（1784年）
- ｢円中三斜矩｣（1798年）
- ｢算則｣
- ｢側円求積明解｣（1818年）
- ｢数学雑著招差審解｣
- ｢風箏全書｣